# Tân Lập, Bắc Quang
Tân Lập là một xã thuộc huyện Bắc Quang, tỉnh Hà Giang, Việt Nam.

## Địa lý
Xã Tân Lập nằm ở phía bắc huyện Bắc Quang, có vị trí địa lý:
- Phía đông giáp các xã Tân Thành, Tân Quang, Việt Vinh
- Phía tây giáp huyện Hoàng Su Phì và huyện Quang Bình
- Phía nam giáp thị trấn Việt Quang
- Phía bắc giáp huyện Vị Xuyên.

Xã Tân Lập có diện tích 74,83 km², dân số năm 2019 là 2.387 người, mật độ dân số đạt 32 người/km².

## Lịch sử
Sau năm 1975, Tân Lập là một xã thuộc huyện Bắc Quang.
Ngày 18 tháng 11 năm 1983, Hội đồng Bộ trưởng ban hành Quyết định 136-HĐBT về việc thành lập xã Xuân Minh từ một phần đất của xã Tân Lập.
Ngày 29 tháng 1 năm 1997, Chính phủ ban hành Nghị định 8-CP về việc thành lập xã Tân Thành trên cơ sở 1.684 ha diện tích tự nhiên và 1.478 nhân khẩu của xã Tân Lập.
Sau khi điều chỉnh địa giới hành chính, xã Tân Lập còn lại 12.376 ha diện tích tự nhiên và 1.725 nhân khẩu.